# Förbisedd tusensnäcka
Förbisedd tusensnäcka (Hydrobia neglecta) är en snäckart som först beskrevs av Muus 1963.  I den svenska databasen Dyntaxa används istället namnet Obrovia neglecta. Enligt Catalogue of Life ingår Förbisedd tusensnäcka i släktet Hydrobia och familjen tusensnäckor, men enligt Dyntaxa är tillhörigheten istället släktet Obrovia och familjen tusensnäckor. Enligt den svenska rödlistan är arten otillräckligt studerad i Sverige. Arten förekommer i Götaland. Artens livsmiljö är havet. Inga underarter finns listade i Catalogue of Life.